# Le Rozel
Le Rozel és un municipi francès situat al departament de la Manche i a la regió de Normandia. L'any 2007 tenia 273 habitants.

## Demografia

### Població
El 2007 la població de fet de Le Rozel era de 273 persones. Hi havia 117 famílies de les quals 31 eren unipersonals (19 homes vivint sols i 12 dones vivint soles), 43 parelles sense fills, 35 parelles amb fills i 8 famílies monoparentals amb fills.
La població ha evolucionat segons el següent gràfic:
Habitants censats

### Habitatges
El 2007 hi havia 172 habitatges, 120 eren l'habitatge principal de la família, 43 eren segones residències i 8 estaven desocupats. 167 eren cases i 2 eren apartaments. Dels 120 habitatges principals, 71 estaven ocupats pels seus propietaris, 49 estaven llogats i ocupats pels llogaters i 1 estava cedit a títol gratuït; 9 tenien dues cambres, 22 en tenien tres, 33 en tenien quatre i 56 en tenien cinc o més. 97 habitatges disposaven pel capbaix d'una plaça de pàrquing. A 46 habitatges hi havia un automòbil i a 60 n'hi havia dos o més.

### Piràmide de població
La piràmide de població per edats i sexe el 2009 era:
| Homes | Edats   | Dones |
| ----- | ------- | ----- |
| 0     | 95 o +  | 0     |
| 0     | 90 a 94 | 0     |
| 4     | 85 a 89 | 4     |
| 4     | 80 a 84 | 8     |
| 0     | 75 a 79 | 8     |
| 4     | 70 a 74 | 8     |
| 4     | 65 a 69 | 12    |
| 12    | 60 a 64 | 4     |
| 0     | 55 a 59 | 4     |
| 16    | 50 a 54 | 12    |
| 12    | 45 a 49 | 16    |
| 4     | 40 a 44 | 0     |
| 16    | 35 a 39 | 4     |
| 4     | 30 a 34 | 12    |
| 8     | 25 a 29 | 0     |
| 8     | 20 a 24 | 4     |
| 4     | 15 a 19 | 8     |
| 4     | 10 a 14 | 0     |
| 4     | 5 a 9   | 4     |
| 0     | 0 a 4   | 8     |

## Economia
El 2007 la població en edat de treballar era de 174 persones, 129 eren actives i 45 eren inactives. De les 129 persones actives 119 estaven ocupades (69 homes i 50 dones) i 10 estaven aturades (2 homes i 8 dones). De les 45 persones inactives 21 estaven jubilades, 16 estaven estudiant i 8 estaven classificades com a «altres inactius».

### Ingressos
El 2009 a Le Rozel hi havia 117 unitats fiscals que integraven 281,5 persones, la mediana anual d'ingressos fiscals per persona era de 18.377 €.

### Activitats econòmiques
Dels 10 establiments que hi havia el 2007, 4 eren d'empreses de construcció, 2 d'empreses d'hostatgeria i restauració, 1 d'una empresa financera, 1 d'una empresa immobiliària i 2 d'empreses de serveis.
Dels 4 establiments de servei als particulars que hi havia el 2009, 1 era un paleta, 2 fusteries i 1 restaurant.
L'any 2000 a Le Rozel hi havia 13 explotacions agrícoles que ocupaven un total de 405 hectàrees.

## Poblacions més properes
El següent diagrama mostra les poblacions més properes.